# José Pereira Rego
José Pereira Rego, primeiro e único barão de Lavradio, (Rio de Janeiro, 24 de agosto de 1816 — Rio de Janeiro, 22 de novembro de 1892) foi um médico cirurgião e homem público brasileiro. Recebeu o título de barão a 23 de setembro de 1874.
Filho do capitão Manuel José Pereira do Rego e de Anna Fausta de Almeida Rego, formou-se pela Faculdade de Medicina do Rio de Janeiro em 1838. Casou-se em 1844 com Maria Rosa Pinheiro Ferreira teve três filhos, entre eles o médico José Pereira Rego Filho.
Foi patrono e membro titular da Cadeira 7 da Academia Nacional de Medicina, eleito em 1840, e presidiu esta academia em 1855-1857 e 1864-1883.
Foi o médico que mais se preocupou com a saúde pública no Rio de Janeiro. Tendo toda sua vida lutado para livrar a cidade das enfermidades dos trópicos. Hoje, ele é um personagem quase desconhecido na história carioca. Foi seu trabalho que posteriormente criou condições para o trabalho de Osvaldo Cruz.[carece de fontes?]